# Гладковський Леон Юрійович
Леон Юрійович Гладковський (нар. 12 квітня 2002, Харків) — український професійний футболіст, центральний нападник клубу Другої ліги України «Рубікон» Київ.